# Sterling Trucks

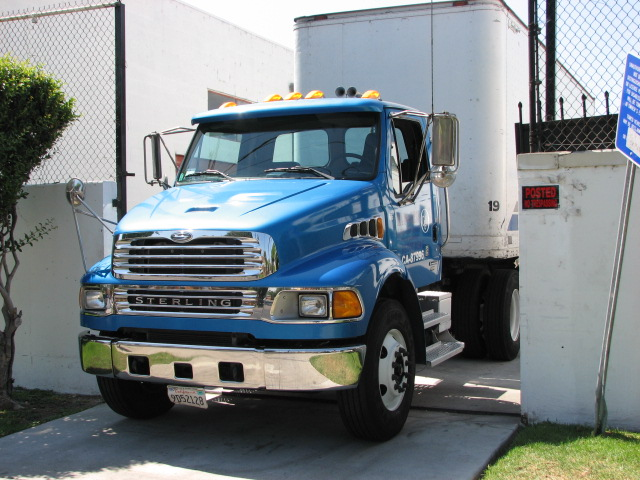
Tracteur routier Sterling de moyen tonnage (Medium)

Sterling trucks était une marque de camions du groupe Freightliner LLC (Daimler AG)
La Sterling Motor Truck Compangny, de Milwaukee, Wisconsin, fut d'abord connue sous le nom de Sternberg Motor Truck Compangny, fondée par William Sternberg un émigré d'origine allemande.

## Historique
En 1907, la compagnie commença la production par des modèles de camion à cabine avancée de 1 à 5 tonnes.
En 1914, la firme introduit un camion à capot avec une transmission par chaîne, de 7 tonnes de charge utile.
En 1916, conscient des sentiments anti-allemands éveillés par la Première Guerre mondiale, le fondateur choisit de rebaptiser la firme Sterling.
En 1917, l'armée américaine dressa les plans d'un camion lourd standard de 3 à 5 tonnes, (nommée Liberty Truck). Tout ça pour éviter des problèmes de pièces détachées hétéroclites qui exigeaient des stocks considérables. La demande était telle pendant la première guerre que plus de 8000 camions Liberty furent envoyés en France. La société Sterling comme d'autres compagnies américaines construisit des camions Liberty de classe B. Après la guerre quelques compagnies européennes, dont Willème, ont converti les véhicules à l'usage civil.
De 1920 à 1929 la gamme de camions comprenait :
Des 5 et 7 tonnes à transmission par chaîne, propulsés par des moteurs à essence de Sterling 4 cylindres. Et aussi un moteur 6 cylindres fut ajouté à la gamme avec des modèles de tracteurs de 12 et 20 tonnes.
En 1931, la série F à capot fut lancée.
En 1932, pour augmenter la production, Sterling acheta American LaFrance, un constructeur de camion de pompier. Ensuite la compagnie introduisit des moteurs diesels Cummins, la société étant l'un des premiers fabricants à les offrir en option avec les moteurs à essence.
En 1937, après un essai d'un modèle à cabine avancée basculante originale non fructueux,
(une partie basculait vers l'arrière, sans toucher à la partie avant, au pare-brise et aux ailes). Un camion à cabine avancée classique était apparu sous le nom série G.
En 1938, Fageol Truck Co. Basée à Oakland, cessa ses activités et Sterling racheta les actifs. Tout en gardant la propriété du réseau de distribution. Sterling vendit l'usine avec les droits de fabrication à Theodore Alfred Peterman, qui installa la compagnie Peterbilt Motor.
En 1951, après avoir construit des camions militaires spécialisés pour la Seconde Guerre mondiale, la firme tenta de convertir ce type de camions pour l'usage civil, mais à cause d'une faiblesse du marché, la compagnie dut être repris par White Motor Co. de Cleveland, Ohio. Pendant une courte période, la production continua sous le nom de Sterling White.
En 1955, Daimler-Benz racheta le nom Sterling.
En 1997, la branche poids lourds de Ford aux États-Unis a été absorbée avec l'usine, située à Willoughby, Ohio, par la Freightliner LLC Corporation, qui appartient à Daimler-Benz. Et depuis lors, les produits sont commercialisés sous le nom Sterling.
En 2008, la marque cesse ses activités.
La marque était surtout présente dans la courte et moyenne distance ainsi que dans les travaux de chantier et les services municipaux spécialisés.
La série Cargo consiste en un camion à cabine avancée, de poids moyen, destiné à la livraison urbaine et les travaux publics. ce modèle fut introduit sur le marché européen en 1981.
Sterling a aussi un tracteur de grand luxe : c'est le Sterling Silver Star, qui offre aussi la robustesse et la puissance.